# Age of Empires III: The Asian Dynasties
Age of Empires III: The Asian Dynasties är den andra officiella expansionen till datorspelet Age of Empires III utvecklat genom ett samarbete mellan Ensemble Studios och Big Huge Games. Den blev publicerad av Microsoft Game Studios. Spelet kom efter den första expansionen, The WarChiefs. I spelet finns tre nya civilisationer som är Kina, Japan och Indien. Några nya enheter, kampanjer, kartor och spellägen har också införts.
Spelet har allmänt mottagits väl av kritiker, mest prisad blev grafiken medan vissa förutsägbara aspekter i spelet blev mindre belönad. Den fick 79 % poäng av Gamerankings och 81 % av Metacritic. 
Spelet släpptes i butiker hösten 2007.

## Spelet
Spelet Age of Empires III: The Asian Dynasties har ett liknande format som det ursprungliga spelet, Age of Empires III. De flesta förändringar var nya innehåll till spelet. 

### Ny resurs
Export är en speciell resurs, bara tillgänglig för de tre asiatiska civilisationerna. Den används för att anställa utländska trupper och forskningstekniker från ett konsulat som spelaren väljer genom att alliera sig med en utländsk nation (alternativ för den japanska civilisationen är isolationism). Export genereras automatiskt när byinvånare samlar in andra resurser, men eftersom exportinsamlingen tar mycket längre tid än insamling av vanliga resurser, så kan det vara svårt att få en stor utländsk armé. Export och erfarenhetspoäng kan genereras på andra sätt också, till exempel med hjälp av heliga kor för den indiska civilisationen. 

### Nya civilisationer
Tre nya civilisationer har lagts till i Age of Empires III: The Asian Dynasties. Varje asiatisk civilisation har en munk istället för en upptäcktsresande eller krigshövding som i de föregående spelen. Dessa munkar har förmågan att utföra "Stun" (bedövning) istället för "Sharpshooter Attack" som européerna kan eller "Nature Friendship" som i War Chiefs.
Det finns sex nya mindre stammar (icke-spelbara) i The Asian Dynasties. Dessa är sufier, shaoliner, zen, udasi, bhakti och jesuiter.
| Flagga | Civilisation | Ledare          | Hemstad | Fakta |
| ------ | ------------ | --------------- | ------- | --- |
|        | Japan        | Tokugawa Ieyasu | Edo     | Denna civilisation har enheterna Daimyo och Shogun. Japanska byinvånare kan inte samla in mat via boskap eller jakt, men kan bygga Shrine nära djur som då sakta genererar mat, trä eller mynt. Dessa shrines fungerar också som vanliga hus då de ökar enhetsgränsen med tio enheter. De har också den unika förmågan att kunna leverera de flesta leveranskorten två gånger. Japan har två upptäcktsresande bågskyttemunkar som kallas Ikko-Ikki. Deras egenskaper kan förbättras genom leveranskort eller uppgraderingar på ett kloster. Först börjar munkarna med förmågan Divine Strike som kan användas för att döda "guardians" (guardians är speciella enheter som vaktar över en skatt och som inte tillhör någon nation på en karta) eller fientliga enheter med låg hälsa. Munkarna har också en annan speciell förmåga som kan tillfälligt bedöva guardians. Japanska munkar har även möjligheten att bygga shrines. |
|        | Indien       | Akbar den store | Delhi   | Denna civilisation har ingen byinvånarkort i hemstaden, men annars ingår en byinvånare i nästan varje leverans. Byinvånare (som inte kommer från hemstaden) kostar trä istället för mat. Byinvånare kan heller inte slakta boskap för mat, men istället kan de konstruera den unika byggnaden Sacred Field som kan generera erfarenhetspoäng (XP). Sepoy (musketör), Gurkha (tiraljör) och Rajput (lik rodelero) är de huvudsakliga infanterienheterna. Sedan har Indien flera typer av kamel- och elefantkavallerier. Brahmin (unik munkkavalleri) rider på en elefant och kan läka enheter redan i början av ett spel. |
|        | Kina         | Kangxi-kejsaren | Peking  | Den kinesiska civilisationen börjar med en upptäcktsresande (Shaolin Master) munk tillsammans med en svag lärjunge (Disciple) i början av ett spel. Kinesiska munkar och lärjungar har förmågan att ibland utföra kritiska träffar som gör extra skada. Denna munk är den enda asiatiska hjälten som kan träna militära enheter (lärjungar) under Discovery Age och har den största attackpoängen jämfört med andra munkar och upptäcktsresande. Munken har också en unik förmåga att konvertera fientliga enheter till sina lärjungar, men dessa chanser är låga. Kina har också en större enhetsgräns som är på 220 enheter, där den vanliga ligger på 200 enheter. Men för att nå denna gräns måste ett flertal uppgraderingar göras. Dessutom kan deras militära enheter tränas i grupper, likt den ryska civilisationen. Men i den kinesiska så kan varje grupp bestå av olika typer av trupper. Detta gör att gruppen får en mer teknisk stridskraft. Kineserna bygger hellre den unika byggnaden Village än hus. Dessa villages har bättre skydd, kan tillhandahålla boskap och ökar enhetsgränsen med 20 enheter. |

### Kampanjer
Det finns tre nya kampanjer, en för varje ny civilisation. Dessa kampanjer går tillbaka till den mer klassiska och historiska baseringen av enspelarspelet, vilket skiljer sig från de andra kampanjerna i Age of Empires III-serien. Varje kampanj består av fem nya scenarier. Dessa kampanjer är de första i Age of Empires III-serien som inte kretsar kring den fiktiva familjen Black. 
- Japanska kampanjen: Den japanska kampanjen handlar om sammanslagningen av Japan, vilket också var ett scenario i Age of Empires II: The Conquerors då spelaren kontrollerade Tokugawa och en ung general med namnet Sakuma Kichiro som var adoptivson till Tokugawa Ieyasu. Kampanjen börjar när Kichiro möter upp Torii Mototada som är en daimyo och berättaren i kampanjen. Detta sker vid slaget om Osaka för att fånga den femåriga arvingen till Hideyoshi. Kichiro och Mototada allierar sig med de lokala byinvånarna och stormar slottet. Därefter flyttar de till den nordöstra delen av Honshu för att förstöra alla byar som möjligtvis stödjer Tokugawas fiende Uesugi Kagekatsu och besegra Uesugis armé. Efter segern då de har lidit stora förluster, får Mototada reda på att Tokugawas huvudfiende Ishida Mitsunari hotar Mototadas egendom/landområde vid Fushimi-slottet. Detta tvingar Mototada att återvända dit. Under tiden får Kichiro och hans utmattade armé marschera västerut för att ta kontrollen över handelsvägen Tōkaidō. Efter slaget där berättar en besegrad samuraj för Kichiro att det var Tokugawa som förstörde hans hem när han var liten och mördade hans föräldrar. Kichiro som trogen följer samurajkoden förblir lojal mot Tokugawa och åker till Mototada i Fushimi. Här bekräftar Mototada historien från den besegrade samurajen. Under den pågående striden så eskorterar Kichiro de icke-stridande människorna till säkerhet och tvingar lämna Mototada att kämpa ensam. När fienderna slutligen lyckas bryta sig in i försvaret så begår Mototada seppuku, då hans sista uttalande handlar om vikten av lojalitet. Kichiro förenar sig med Tokugawa vid Sekigahara. Efter slaget vid Sekigahara som slutar i seger för Tokugawa, ändrar Kichiro hans tanke och sviker sin lojalitet mot sin herre. Kichiro rider sedan iväg genom det krigshärjade slagfältet, överger sin ära och skämmer ut hans familjenamn för de kommande generationerna. Detta var vad Mototada hade förutsett.

- Kinesiska kampanjen: Denna kampanj fokuseras på en svag hypotes om kinesiska skattfartyg som upptäcker den nya världen innan Christofer Columbus. Berättelsens huvudperson Jian Huang är en kapten och har länge drömt om att få se världen utanför. Han och hans nya partner och vän Lao Chen som är en stor och kraftfull råseglare, får order om att utöka Mingdynastin. I början blir de attackerade av Wokoupirater då skattfartyget är under konstruktion. På order av den bortskämde och själviske Admiral Jinhai (brorson till den namnlöse kejsaren) lyckas Huang respektive Chen att rädda fartyget och eliminerar piraterna. Fartyget ger sig sedan iväg västerut och nästa gång den ses vid land är i en hamn vid indiska kusten. Många av besättningen inklusive Huang och Chen blir attackerade av soldater från den indiska zamorinen. De lyckas fly med en del av flottan till en närliggande ö där de sätter upp en ny bas och planerar en räddningsaktion för att rädda Jinhai och resten av besättningen som har blivit tillfångatagna av zamorinens trupper och (som de upptäcker) några kinesiska avhoppare. Efter denna händelse fortsätter fartygen västerut på Jinhais begäran. Plötsligt dyker en storm upp som kastar många av besättningen på land i Yucatánhalvön. Chen och Huang börjar leta efter de andra besättningarna som hålls av aztekiska soldater. När de återvänder finner de att Jinhai har försvunnit. Huang misstänker att Jinhai tillsammans med resten av flottans besättningsmedlemmar har blivit tillfångatagna. Återigen planerar de upp en räddningsaktion. Huang och Chen skär igenom djungeln och hittar många av deras kamrater, men inte Jinhai. Huangs lilla armé av sjöman anländer sedan till en aztekisk stad, där de får se Jinhai som uppsatt kejsare/gud bland aztekerna. Huang och Chen undkommer Jinhais bakhåll och flyr tillbaka till kusten genom en serie av grottor där de räddar fler av sin besättning på vägen. Väl tillbaka vid kusten inrättar de en bas och planerar upp en motattack för att besegra och döda Jinhai. Efter anfallet samlar Huang, Chen och de överlevande besättningsmedlemmarna igenom stränderna efter all bevis som kan antyda på deras närvaro där. Sedan seglar de hem till Kina i hopp om att ingen någonsin kommer att få veta att de var där.

- Indiska kampanjen: Denna kampanj handlar om Sepoyupproret 1857[5] och liknar situationen från andra akten "Shadow" i Age of Empires III: The WarChiefs. Huvudpersonen är löjtnanten Nanib Sahir (ett teleskopord av Nana Sahib) som är medlem i sepoyregementet och tjänar det Brittiska Ostindiska Kompaniet. Han blir så småningom alltmer desillusionerad på grund av det grymma sättet alla indiska medborgare utnyttjas för. Kampanjen börjar med Nanib och hans överordnade och överste George Edwardson, där de ska återta brittisk kontroll över salpeterhandeln i Punjab. Nanib och Edwardson marscherar sedan söderut till Calcutta för att bekämpa alla mordbränder där. I slutet av denna bekämpning övertygar Nanib en grupp mordbrännare att lägga ner sina vapen och lämna. Men i detta skede blir de överfallna och massakrerade av Edwardsons män, vilket lämnar Nanib synligt skakad. Nanibs lojalitet kommer till sin spets när han och hans män blir beordrad av översten Edwardson att använda de nya mynningsladdargevären Enfield Rifle, där patronerna ska smörjas med nöttalg och grisfett vilket är ett tabu för sepoyernas hinduiska och muslimska tro.[6] Nanib använder ett av de gevären och avfyrar en nära miss på Edwardson (löst baserad på en liknande händelse av Mangal Pandey) och dödar en av hans soldater. Nanib och kollegan Pravar Patel leder sedan deras sepoyregemente i en attack mot det lokala kompanifortet, genom att övertända vapenförråden som i sin tur orsakar storbränder och explosioner under dess fundament. Efter deras seger får Nanib och Pravar en snabb och stor samling stöd hos lokalbefolkningen och andra sepoyer. Fastän Nanib förnekar sin ledning av upproret, så beslutar han och Pravar att rädda Bahadur Shah II från brittisk fångenskap när Shah förklarar sig som högsta härskaren av Indien. De smyger sig in i Delhi mitt under natten och förstör vapenförråd, vilket orsakar panikartad flykt hos elefanter som trampar sig igenom och förstör stadsportarna. Längs vägen hittar de fler rebeller som ansluter sig till striden genom Delhi, för att slutligen frigöra Shah. Nanib leder därefter sina styrkor i ett angrepp mot ett kompanifort som är under befäl av översten Edwardson. Nanib förstör eller tar över (spelaren kan välja ett av alternativen) salpeterområdet och plantagerna som försörjer Edwardsons styrkor. Nanib får också i början parera tre attacker innan han stormar fortet. Slutligen anfaller han fortet och fångar in dess yttre försvar inklusive de fixerade vapeninstallationerna. Under denna process blir Edwardson dödligt sårad innan fortets ledningsplats blir förstörd. När de hetta striderna börjar avta så närmar Nanib sig den döende Edwardson, som hotar och förbannar indierna att kompaniet är mycket större och kraftfullare än hela Indien. Nanib svarar med förklaringen att ingen militär styrka kan döda indiernas passion för sitt land. Efter Edwardsons sista andetag så börjar Nanib och Pravar ett långt och kostsamt krig mot det resterande kompaniet. Slutligen ses tre sepoyrebeller sänka kompaniets flagga från den närliggande flaggposten.

### Wonders
I Age of Empires III: The Asian Dynasties måste de tre nya civilisationerna bygga en Wonder (underverk) för att avancera sig till nästa Age (annars görs det vanligen i en Town Center). Till skillnad från de tidigare Age of Empires-spelen så kan inte spelaren vinna genom att bygga ett underverk. Spelaren kan välja ett urval av underverk, där var och en har sina fördelar för den aktuella civilisationen. Efter att ett underverk har valts och byggts så tillkommer det bonus i form av enheter och/eller resurser. Eftersom underverket är en byggnad så kan spelaren välja hur många byinvånare som ska bygga den, vilket i sin tur bestämmer hur snabbt avanceringen ska ske. Underverk som förstörs kan inte byggas om. 

### Nya kartor
De nya kartorna speglar en syd- och östasiatisk miljö, vilka listas nedanför. 
- Borneo, alla spelare börjar på en stor gemensam ö som är fylld med tät djungel.

- Ceylon, alla spelare börjar på en egen liten ö med få resurser. I mitten av kartan finns en större ö med fler resurser.

- Deccan, är en indisk karta där en flod delar den i två delar. Det finns vissa platser där floden kan vara sumpig, vilket gör det möjligt för enheter att gå genom.

- Himalayas, är en bergskedja i norra Indien. Dessa berg har en handelsväg som går igenom hela kartan.

- Honshu, har en stor ö i mitten av kartan och tre mindre öar på varsin sida av den stora ön.

- Indochina, halvö bestående av djungel där spelarna är separerade av en flod.

- Mongolia, spelarna börjar på varsin slätt där det finns många vilda djur.

- Siberia, består av snö och har inga infödda stammar.

- Silk Road, innehåller en unik stil av trading posts och är baserad på den verkliga Sidenvägen. Denna karta är speciell då den slumpmässigt väljer en (av tre) delar längs Sidenvägen. De tre delarna består av olika geografiska miljöer.

- Yellow River, en bred flod i mitten av kartan. Floden delar upp sig i två delar vid de båda ändarna vilket skapar två floddeltan.

## Utveckling
Under utvecklingen av Age of Empires III: The Asian Dynasties så arbetade Ensemble Studios tillsammans med Big Huge Games för första gången. Detta samarbete kom som ett resultat då Ensemble Studios hade fullt upp med andra projekt, till exempel med Halo Wars. Big Huge Games realtidsstrategigrupp hade då extra tid över. Flera av de anställda i Big Huge Games, inklusive Brian Reynolds var fans till Age of Empires-serien och därmed frågade Ensemble Studios om de kunde samarbeta på den kommande expansionen. De två studiorna hade mycket kommunikation via Internet och Reynolds sa att hela processen fungerade bra. Ensemble Studios tog rollen som "kund" under samarbetet med Big Huge Games och därför fick spelet sin utformning efter Ensembles tillgodoseende behov. Ensembledesignerna Greg Street och Sandy Petersen var också starkt engagerade inom idékläckningen och utvecklingen av spelet.
En demoversion av Age of Empires III: The Asian Dynasties släpptes den 4 oktober 2007. Den presenterade den japanska civilisationen, slumpkartan "Honshū" och spelläget "Supremacy".